# Reakcja Mitsunobu
Reakcja Mitsunobu – reakcja chemiczna alkoholi z odpowiednim czynnikiem nukleofilowym w obecności trifenylofosfiny oraz estru etylowego (DEAD) lub izopropylowego (DIAD) kwasu azodikarboksylowego. W zależności od użytego odczynnika nukleofilowego grupa hydroksylowa ulega przekształceniu w odpowiednią grupę funkcyjną, np. estrową. Reakcja zachodzi z inwersją (zmianą) konfiguracji. Została odkryta przez Oyo Mitsunobu w 1967 roku.
Opublikowano wiele prac przeglądowych na jej temat.

## Mechanizm
Mechanizm reakcji Mitsunobu nie jest do końca poznany, a obecność i rola poszczególnych produktów przejściowych jest wciąż kwestią dyskusyjną.
W pierwszym etapie w wyniku ataku nukleofilowego trifenylofosfiny 2 na DEAD 1 powstaje pochodna betainy 3, która deprotonuje odczynnik nukleofilowy (kwas octowy) 4, tworząc z nim parę jonową. Następnie DEAD deprotonuje cząsteczkę alkoholu 6 a powstały alkoholan tworzy z trifenylofosfiną jon oksyfosfoniowy 8 – kluczowy produkt przejściowy, ulegający przemianom równowagowym. Stosunek poszczególnych pochodnych (8 – 11) zależy od pKa użytego odczynnika nukleofilowego oraz polarności rozpuszczalnika. Jedynie atak nukleofila (Sn2) na pochodną 8 prowadzi do powstania produktu 12 oraz tlenku trifenylofosfiny 13. Pochodna 11 może jednak wykazywać aktywność chemiczną w reakcji z drugorzędowymi alkoholami z zawadą przestrzenną, która cechuje się retencją konfiguracji w powstałym produkcie.
Najszybszym etapem reakcji jest tworzenie soli 5, natomiast najwolniejszym powstawanie pochodnej oksyfosfoniowej 8. Jednakże prędkość całej reakcji zależy od solwatacji odczynnika nukleofilowego oraz jego pKa.

### Kolejność reagentów
Kolejność dodawania poszczególnych reagentów w reakcji Mitsunobu może być istotna dla jej przeprowadzenia. Zwykle alkohol, odczynnik nukleofilowy i trifenylofosfinę rozpuszcza się razem w THF lub eterze dietylowym, schładza do 0 °C na łaźni lodowej i powoli dodaje DEAD rozpuszczony także w THF. Wszystko miesza się w temperaturze pokojowej przez kilka godzin. Jeżeli reakcja nie zajdzie należy betainę sporządzić oddzielnie dodając DEAD do trifenylofosfiny w THF w 0 °C, a na końcu alkohol i odczynnik nukleofilowy.

## Stereochemia
Reakcja Mitsunobu cechuje się całkowitą inwersją konfiguracji chiralnego alkoholu dla większości przypadków, co jest niezwykle cenną właściwością w stereoselektywnej syntezie. W przypadku alkoholi z zawadą przestrzenną estryfikację z inwersją osiąga się stosując kwas p-nitrobenzoesowy, pikolinowy lub chlorooctowy.

## Odmiany
Od czasu odkrycia reakcja Mitsunobu znalazła szerokie zastosowanie syntetyczne i doczekała się dużej liczby modyfikacji, ukierunkowanych na zwiększenie spektrum możliwych zastosowań, zwiększenie wydajności i ułatwiających izolację produktów.

### Odczynniki nukleofilowe
Oprócz kwasów karboksylowych jako odczynnik nukleofilowy można zastosować także wiele innych grup funkcyjnych. Aby reakcja zaszła, użyty nukleofil musi mieć pKa mniejsze od 15.
| Nukleofil          | Produkt                |
| ------------------ | ---------------------- |
| kwas azotowodorowy | azydek alkilowy        |
| imid               | podstawiony imid       |
| fenol              | eter alkilowo-arylowy  |
| sulfonamid         | podstawiony sulfonamid |

### Alternatywne reagenty "fosforanowe"
Zarówno trifenylofosfinę jak i DEAD można zastąpić odpowiednim ylidem fosforanowym typu R3P=CR2, powstałym w wyniku reakcji trimetylofosfiny z chloroacetonitrylem. Wysokie wydajności można uzyskać stosując (cyjanometyleno)trimetylofosforan (CMMP, 1) lub (cyjanometyleno)tributylofosforan (CMBP) w temperaturze ok. 120 °C nawet dla bardzo słabych nukleofili (o pKa do ok. 24) i sferycznie zatłoczonych substratów.
Ylid pełni rolę zarówno reduktora jak i zasady. Produktami ubocznymi są wówczas acetonitryl 6 oraz tlenek trialkilofosfiny 8.

### Alternatywne reagenty azowe
DEAD zastąpiony odpowiednimi jego pochodnymi umożliwia wykorzystanie nukleofili o pKa wynoszącym nawet 15. Odczynnikami tymi są następujące pochodne kwasu azodikarboksylowego: dipiperydyd (ADDP), tetrametyloamid (TMAD), tetraizopropylodiamid (TIPA), 4,7-dimetylo-3,5,7-heksahydro-1,2,4,7-tetraazyno-3,8-dion (DHTD). Należy je stosować z fosfinami bardziej nukleofilowymi niż PPh3 jak tributylofosfina (TBP).

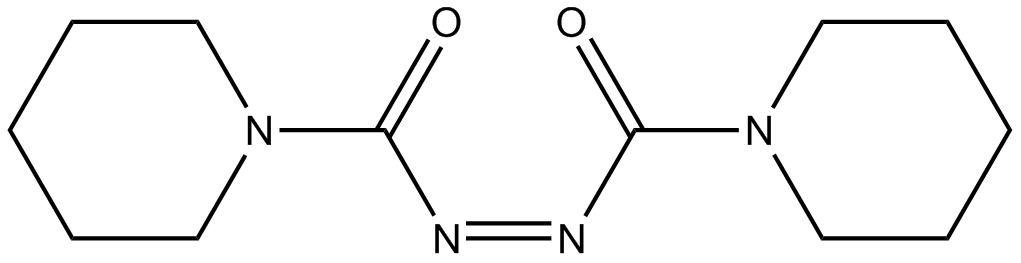
ADDP pK_{a} ok. 13
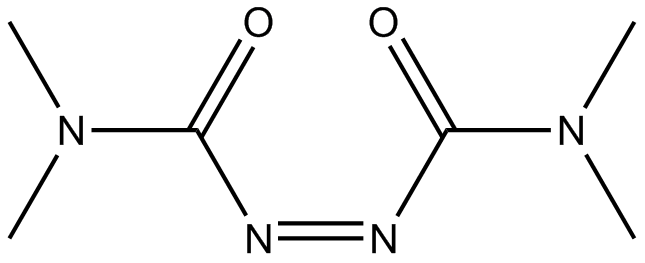
TMAD pK_{a} ok. 14
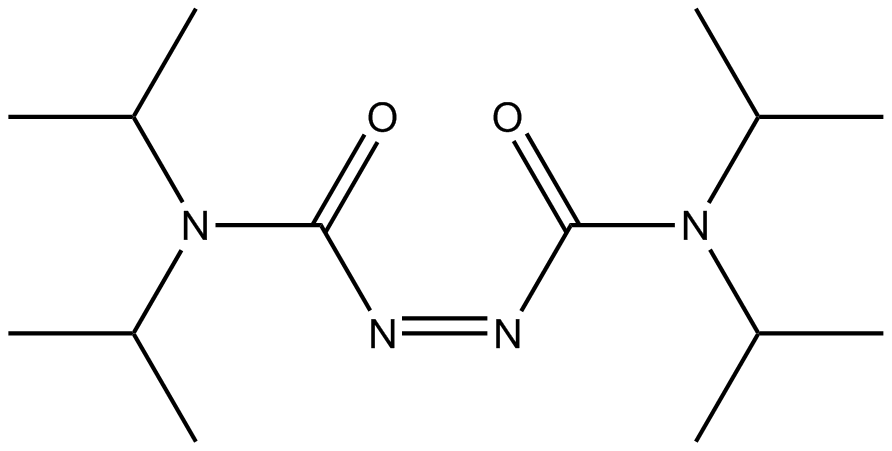
TIPA pK_{a} ok. 13
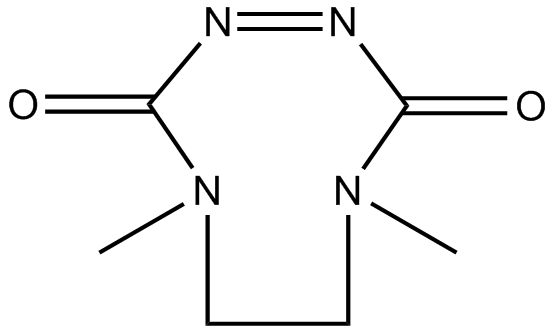
DHTD pK_{a} ok. 15

- ADDP
pKa ok. 13
- TMAD
pKa ok. 14
- TIPA
pKa ok. 13
- DHTD
pKa ok. 15

### Modyfikacje ułatwiające usunięcie produktów ubocznych
Zastosowanie (p-dimetyloaminofenylo)difenylofosfiny, 2-(difenylofosfino)pirydyny lub 1,2-di(trifenylofosfino)etanu (DPPE) zamiast trifenylofosfiny umożliwia prostsze usunięcie tlenku fosfiny z mieszaniny poreakcyjnej, odpowiednio przez ekstrakcję w środowisku kwaśnym lub przez krystalizację dla DPPE.

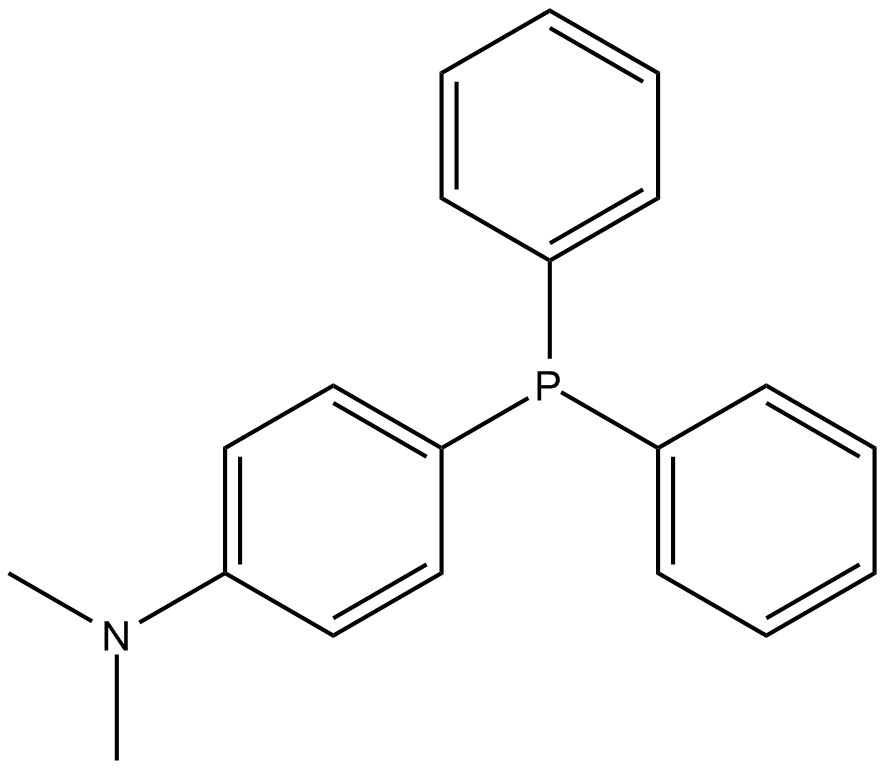
(p-dimetyloaminofenylo)- difenylofosfina
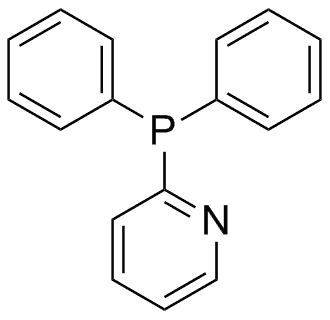
2-(difenylofosfino)pirydyna
1,2-di(trifenylofosfino)etan (DPPE)

Użyteczną odmianą reakcji Mitsunobu jest zastąpienie trifenylofosfiny jej pochodną związaną ze stałym nośnikiem polimerowym (®–C6H4–PPh2) oraz azodikarboksylanu di-t-butylu (DBAD) zamiast DEAD. Dzięki temu produktem ubocznym reakcji nie jest trudny do usunięcia tlenek fosfiny (Ph3P=O), lecz związek immobilizowany na podłożu stałym (®–C6H4–P(O)Ph2), który wraz z nieprzereagowaną fosfiną można łatwo usunąć przez odsączenie. Natomiast nadmiar związku azowego i powstającą z niego pochodną hydrazyny można rozłożyć do produktów lotnych (CO2, NH2NH2, (CH3)2C=CH2) działając kwasem trifluorooctowym. Związki te można usunąć z mieszaniny poreakcyjnej przez odparowanie, bez użycia czasochłonnych technik chromatograficznych. 
Innym sposobem na usunięcie ubocznych produktów azowych jest zastosowanie azodikarboksylanu dinorbornenu (DNAD) jako odczynnika azowego. Wobec katalizatora Grubbsa ulega on metatycznej polimeryzacji (ROMP). Dzięki temu zarówno produkty uboczne w postaci polimerów azowych, jak i związane z podłożem stałym związki fosfinowe usunąć można przez odsączenie, uzyskując produkty o czystości 86-96% z wydajnością dochodzącą do 100%. Z kolei przy zastosowaniu azodikarboksylanu di-p-chlorobenzylu (DCAD) jako komponentu azowego, po zakończeniu reakcji powstała pochodna hydrazynowa jest nierozpuszczalna i można ją usunąć również przez sączenie.

## Zastosowanie
Reakcja Mitsunobu znajduje szereg zastosowań w syntezie produktów naturalnych i leków.
Tymidyna (1) w powyższych warunkach ulega dwóm niezależnym kondensacjom typu Mitsunobu dając pochodną 2,3'-anhydro z zablokowaną grupą 5'-OH (2). Ze związku tego syntezuje się AZT (4) – ważny lek antywirusowy, stosowany m.in. w terapii AIDS.